# Уилъси (окръг, Тексас)
Окръг Уилъси (на английски: Willacy County) е окръг в щата Тексас, Съединени американски щати. Площта му е 2031 km², а населението - 20 082 души (2000). Административен център е град Реймъндвил.